# Chelona
Chelona o Chelone (in greco antico Χελώνη, Chelṓnē, "testuggine", "tartaruga") era una ninfa Oreade che viveva sul monte Khelydorea, in Arcadia.
Nella versione data da Esopo nelle Favole, Chelone è una testuggine che, per pigrizia e troppo amore per la casa, non andò al matrimonio di Zeus; scoperta la ragione dell'assenza, il dio la maledisse, obbligandola a portarsi sempre appresso la propria casa (il guscio).
La versione citata da Servio Mario Onorato (nei Commentarii in Vergilii Aeneidos libros) è leggermente differente; qui Chelone venne invitata da Ermes, così come tutti gli dei, gli uomini e gli animali, al matrimonio di Zeus e di Era; ella però decise di restare a casa, per mostrare la sua indifferenza verso la cerimonia. Ermes, quindi, prese la sua casa (con lei dentro) e la gettò in un fiume che scorreva nei pressi, trasformandola quindi in una testuggine e costringendola così a portarsi la propria dimora sulla schiena. Inoltre, Ermes la condannò anche al silenzio perenne, motivo per cui la testuggine è stata successivamente considerata simbolo del silenzio, e come tale effigiata su alcune medaglie.